# Cédric Toussaint
Cédric Toussaint (* 29. März 2001 in Drummondville) ist ein haitianisch-kanadischer Fußballspieler.

## Karriere

### Verein
Cédric Toussaint erlernte das Fußballspielen in der CF Montréal Academy im kanadischen Montreal. Im November 2020 unterschrieb er einen Vertrag beim Erstligisten York United. Für den Verein aus der York-Region in der Metropolregion Toronto in Ontario bestritt er 38 Ligaspiele. Im August 2022 wechselte er nach Greater Victoria (British Columbia) zu dem ebenfalls in der ersten Liga spielenden Pacific FC. Nach 56 Ligaspielen zog es ihn im März 2025 nach Japan. Hier schloss er sich in Morioka dem Viertligisten Iwate Grulla Morioka an.

### Nationalmannschaft
Cédric Toussaint gab sein Debüt in der Nationalmannschaft von Haiti an 23. März 2024 in einem Freundschaftsspiel gegen Französisch-Guayana. Bei dem 1:1-Unentschieden wurde er nach der Halbzeitpause für Joseph Belmar eingewechselt.